# Backenberger See
Der Backenberger See (auch Backenbergsee, Kratersee Güntersen, Kratersee im Backenberg) ist ein durch Basaltabbau entstandener See bei Güntersen zwischen Dransfeld und Adelebsen im Landkreis Göttingen, Niedersachsen.
Obwohl der See häufig als Kratersee bezeichnet wird, handelt es sich nicht um einen mit Wasser gefüllten Vulkankrater. Der 341 m hohe Backenberg bei Güntersen ist ein vor etwa 14 Millionen Jahren im Tertiär (Miozän) erloschener Vulkan. Der Basalt ist als begehrter Rohstoff zwischen 1927 und 1972 abgebaut worden. Eine 4 km lange Drahtseilbahn transportierte das Gestein zu einer Verladestation der Basaltwerke Niedersachsen in Adelebsen. Der See hat die beim Abbau entstandene Basaltgrube gefüllt.
Im See kann an einer leicht zugänglichen Stelle auch gebadet werden.

## Bildergalerie

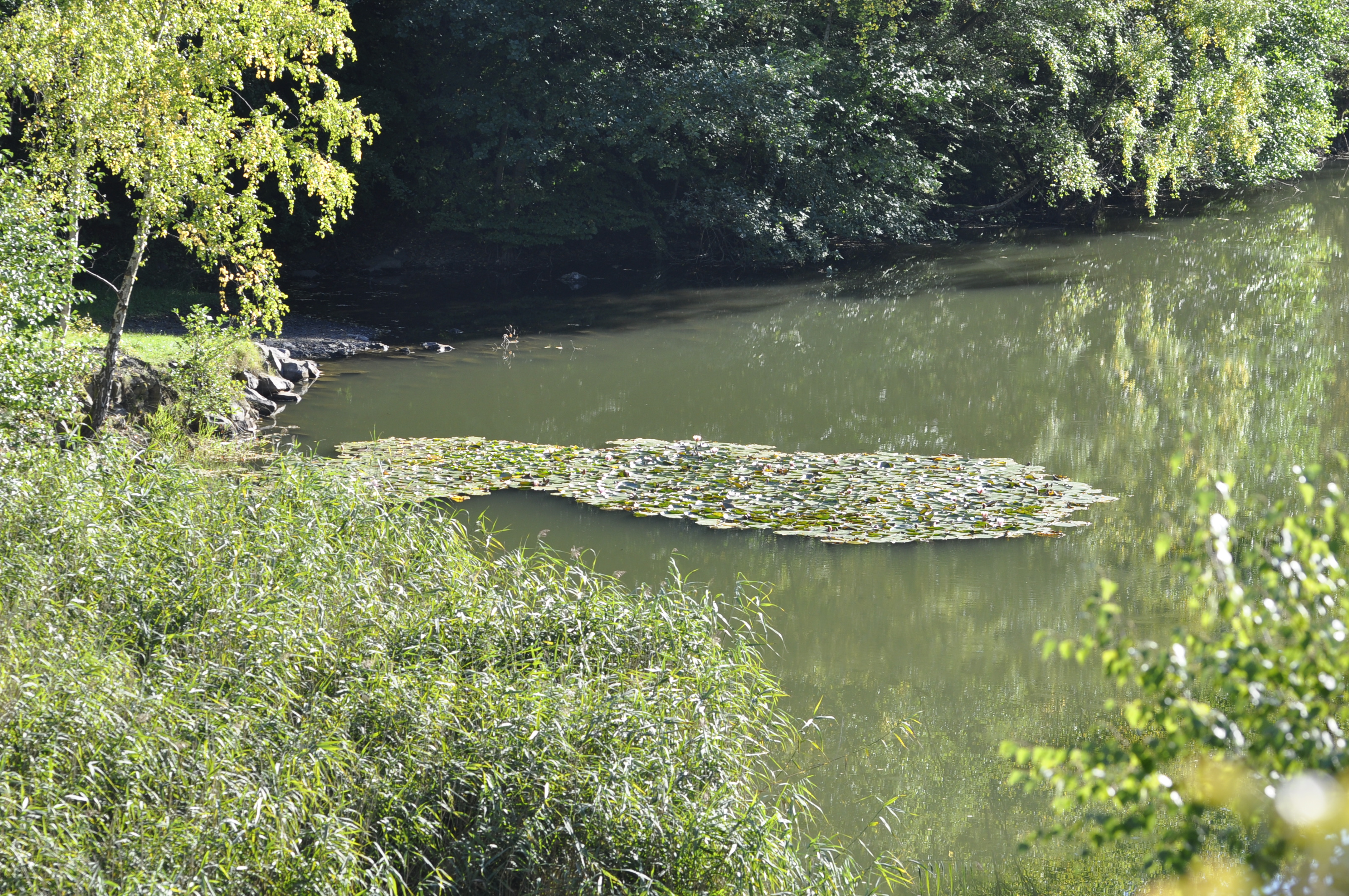
Ostufer von der Nordflanke gesehen, September 2013
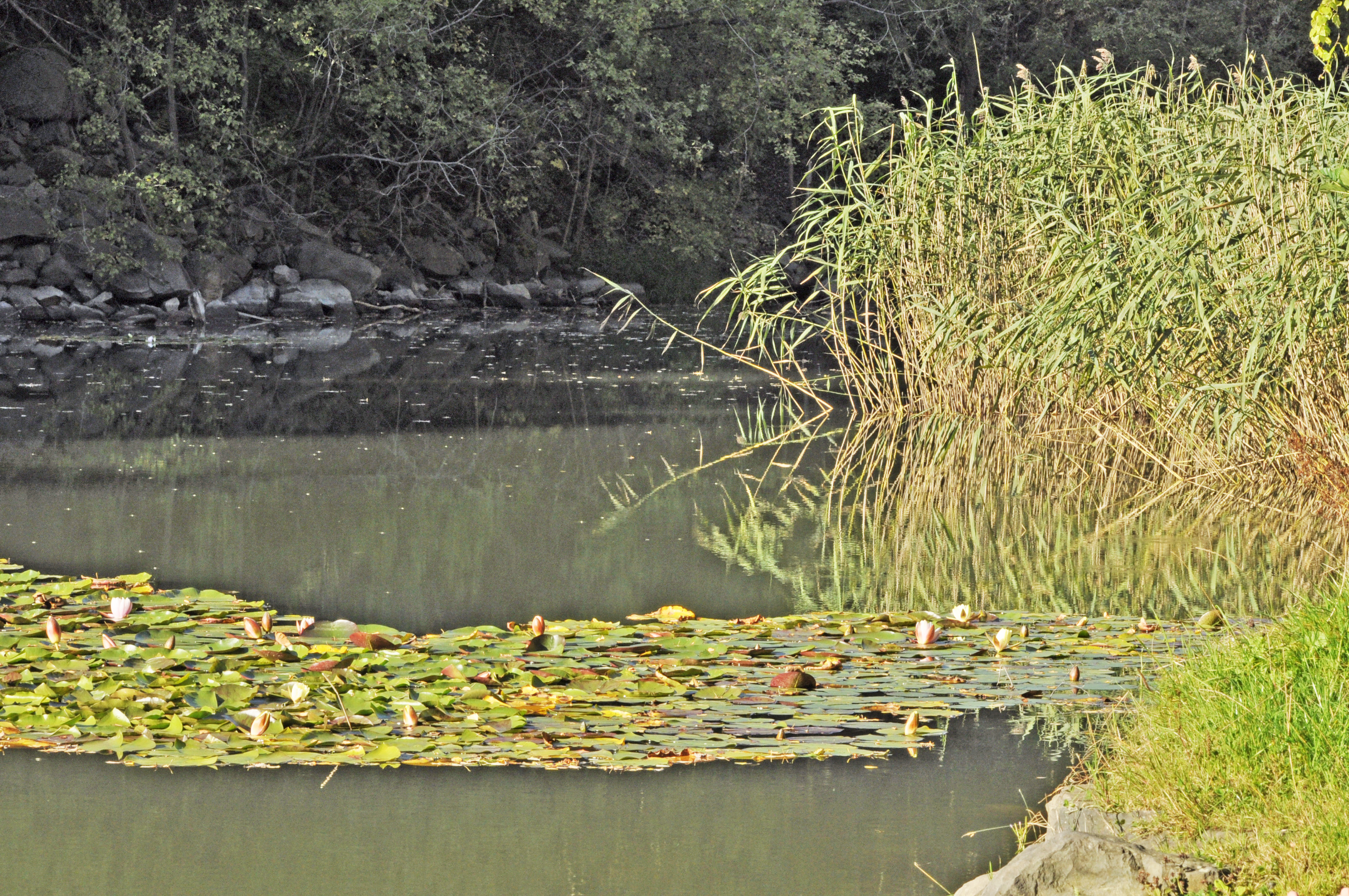
Seerosen am Ostufer, im Hintergrund das Nordwestufer, September 2013
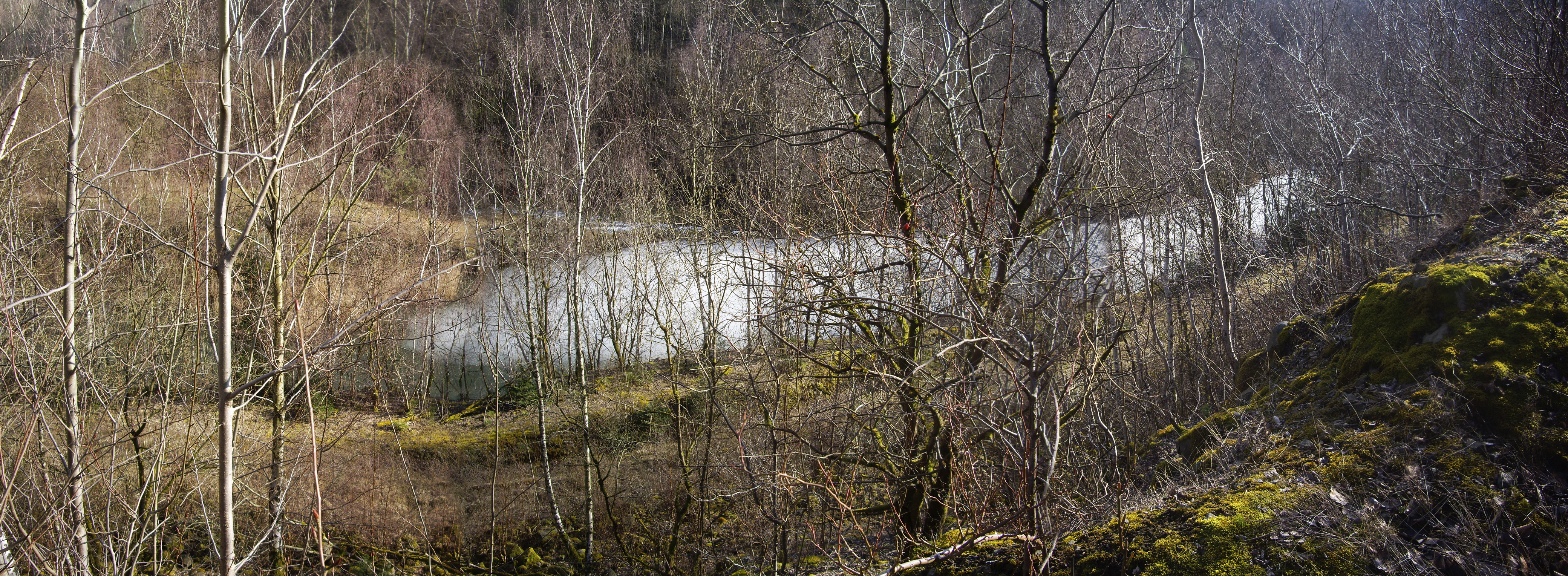
Blick von Westen, Februar 2015